# Matthew Yitiereh
Matthew Yitiereh (* 1. Januar 1961 in Nandom Pina) ist ein ghanaischer Geistlicher und römisch-katholischer Bischof von Yendi.

## Leben
Matthew Yitiereh besuchte das Kleine Seminar St. Francis Xavier in Wa und später die St. Hubert Seminary Senior High School in Kumasi. Anschließend studierte er Philosophie und Katholische Theologie am Priesterseminar St. Victor in Tamale. Am 22. Juli 1995 empfing Yitiereh durch den Erzbischof von Tamale, Gregory Ebolawola Kpiebaya, das Sakrament der Priesterweihe.
Yitiereh war zunächst als Pfarrer der Pfarrei Holy Spirit in Chamba tätig, bevor er 1998 Pfarrer der Pfarrei Saints Peter and Paul und Verantwortlicher für die Jugendpastoral im Erzbistum Tamale wurde. 2002 wurde Matthew Yitiereh für weiterführende Studien nach Irland entsandt, wo er 2004 einen Master im Fach Pastoralliturgie erwarb. Nach der Rückkehr in seine Heimat wirkte er kurzzeitig als Zeremoniar und als Vorsitzender des Verwaltungsrats des Tamale Institute of Cross-Cultural Studies, bevor er Pfarradministrator der Kathedrale Our Lady of Annunciation in Tamale wurde. Ab 2015 war Yitiereh Präsident der Tamale Archdiocese Priests’ Association sowie ab 2016 zudem Generalvikar des Erzbistums Tamale und Pfarrer der Pfarrei Blessed Sacrament.
Am 3. Juni 2022 ernannte ihn Papst Franziskus zum Bischof von Yendi. Der Kanzler der Päpstlichen Akademie der Wissenschaften und der Päpstlichen Akademie der Sozialwissenschaften, Peter Kardinal Turkson, spendete ihm am 20. August desselben Jahres im Park der St. Charles School in Yendi die Bischofsweihe; Mitkonsekratoren waren der Erzbischof von Tamale, Philip Naameh, und der Apostolische Nuntius in Ghana, Erzbischof Henryk Mieczysław Jagodziński.